# Cercion pendulum
Cercion pendulum är en trollsländeart som först beskrevs av James George Needham och Gyger 1939.  Cercion pendulum ingår i släktet Cercion och familjen dammflicksländor. Inga underarter finns listade i Catalogue of Life.